# Kenaubrug
De Kenaubrug is een vaste brug in de Noord-Hollandse stad Haarlem. De brug overspant de Kinderhuissingel en verbindt het Kenaupark met de gelijknamige straat langs de eerder genoemde singel. De brug ligt ter hoogte van de voormalige stadspoort Deymanspoort en het voormalig Station Haarlem Bolwerk. De brug is vernoemd naar de bekende Haarlemmer Kenau Simonsdochter Hasselaer. De brug is rond 1940 aangelegd.
De brug lijkt door de rond 1950 geplaatste ijzeren borstweringen een geheel met de Verspronckbrug te vormen, deze brug ligt iets ten noorden van de Kenaubrug. Tussen deze twee bruggen ligt de rijksmonumentaale Kenauspoorbrug, daterend uit 1906.
De brug heeft een geringe doorvaarthoogte van een meter. Volgens de “Ambitiekaart Haarlemse Wateren” bestaat bij de gemeente de wens om de brug op te hogen.